# Langrenus (cráter)

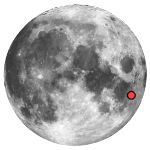
Localización del cráter sobre el globo lunar

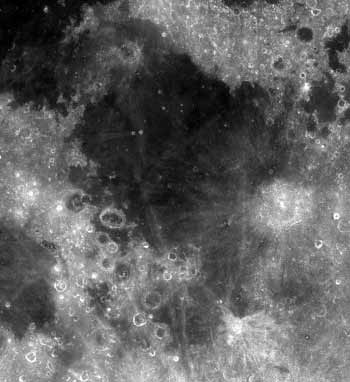
En el borde oriental del Mare Fecunditatis se encuentra el cráter Langrenus, visto como el área gris más clara en el centro derecha de la foto.

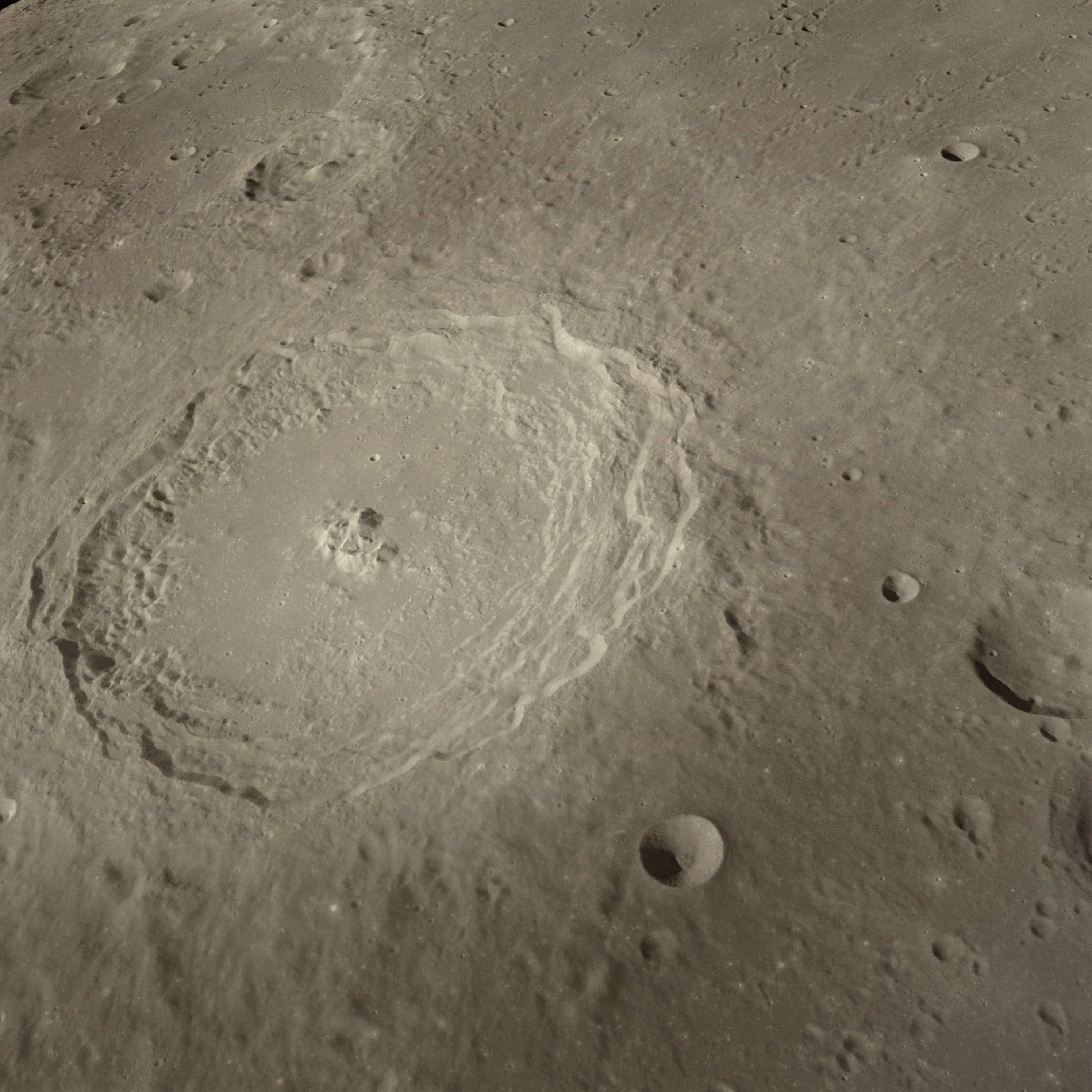
Vista desde el Apolo 8, la primera misión tripulada a la Luna. Durante la misión, el astronauta James Lovell describió Langrenus como "un cráter bastante grande; con un cono central. Las paredes del cráter están aterrazadas, con unos seis o siete niveles hacia abajo."

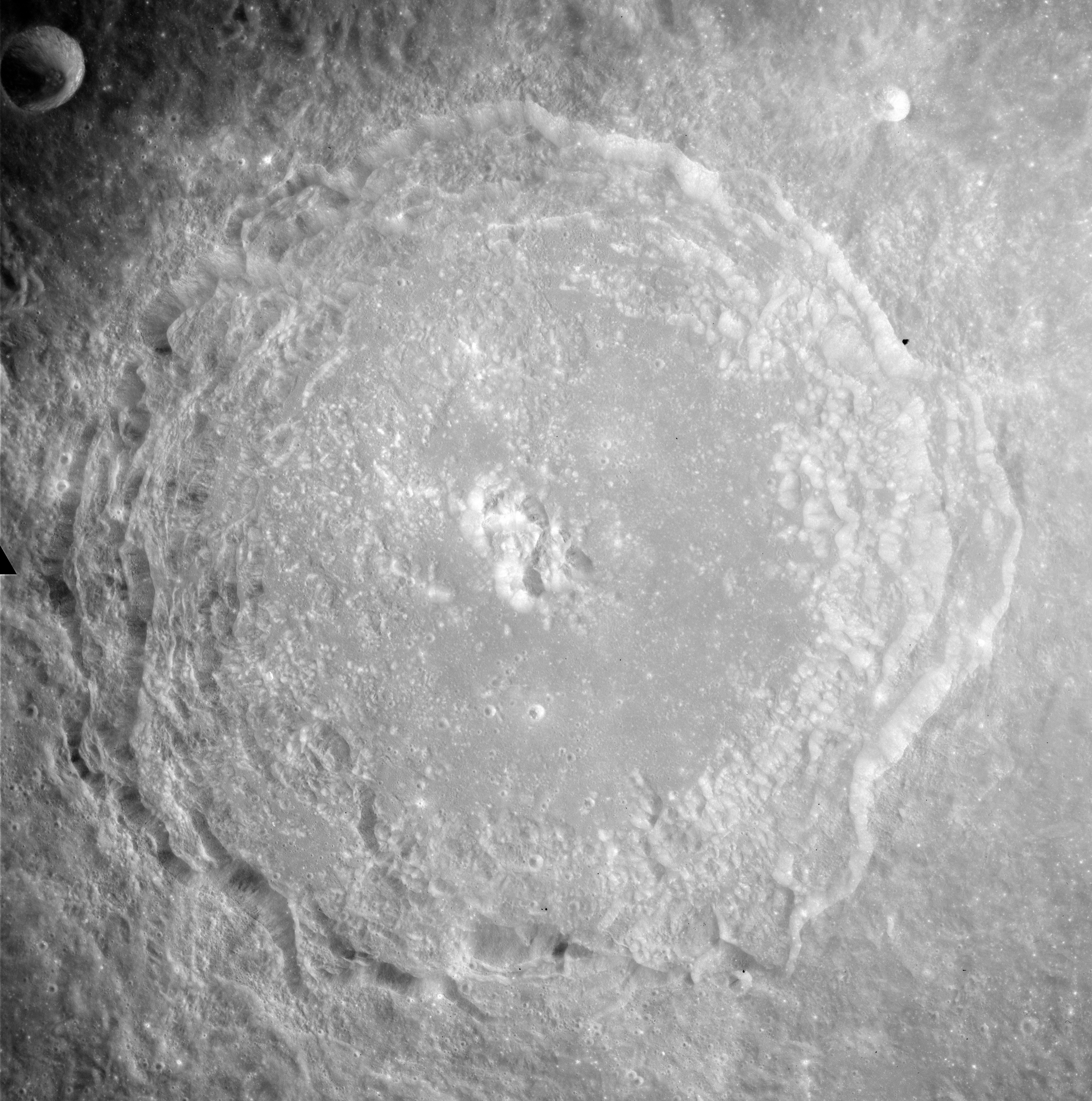
Fotografía de la misión Apolo 15

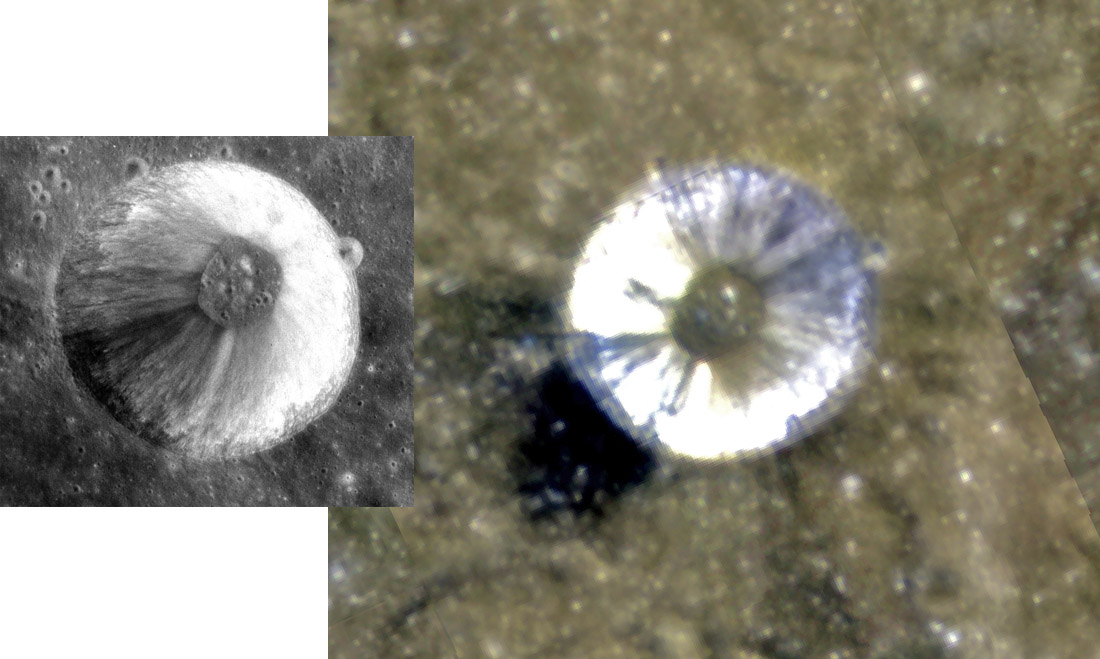
Langrenus M. Fotografía de la misión Clementine (1994)

Langrenus es un prominente cráter de impacto localizado cerca de la extremidad oriental lunar. Su forma es circular, pero aparece alargado debido al escorzo. Se encuentra en la costa oriental del Mare Fecunditatis. Al sur se halla un par de cráteres sobre los que destaca: Vendelinus y Lamé, algo más pequeño.
|  |  |

La pared interior de Langrenus es aterrazada, ancha e irregular, con una amplitud media de unos 20 kilómetros. Los rampas externas son irregulares y montañosas, con un sistema de marcas radiales brillante, y fragmentos rocosos esparcidos a través del mare al oeste. El interior del cráter tiene un albedo más alto que el entorno, por lo que el cráter sobresale de manera prominente cuando es iluminado directamente por el Sol. Su suelo está recubierto por numerosos bloques de roca, y es ligeramente irregular en la mitad noroeste. Los picos centrales se elevan aproximadamente a un kilómetro por encima del suelo, alcanzando un pico situado en el borde oriental una altitud de 3 km.
En el pasado no se ha considerado la presencia en el cráter de fenómenos lunares transitorios. Sin embargo, el 30 de diciembre de 1992, Audouin Dollfus del Observatorio de París observó una serie de resplandores en el suelo de este cráter utilizando el telescopio de un metro. Estos resplandores cambiaron de forma con el tiempo, y el profesor Dollfus consideró que probablemente podría tratarse de una emisión gaseosa. El suelo agrietado del cráter pudo haber sido la fuente del gas.
El astrónomo flamenco Michel Florent van Langren fue la primera persona en dibujar un mapa lunar mientras daba nombres a muchos de los elementos del relieve. Incluso denominó a este cráter con su propio nombre. Irónicamente, este es el único de los elementos que nombró que ha conservado su designación original.

## Cráteres satélite
Por convención estos elementos son identificados en los mapas lunares poniendo la letra en el lado del punto medio del cráter que está más cercano a Langrenus.
|           | \| Langrenus \| Coordenadas \| Diámetro \| \| --------- \| ----------------------------- \| -------- \| \| E \| 12°42′S 60°36′E / -12.7, 60.6 \| 30 km \| \| G \| 12°06′S 65°24′E / -12.1, 65.4 \| 23 km \| \| H \| 8°00′S 64°18′E / -8.0, 64.3 \| 23 km \| \| L \| 13°12′S 62°12′E / -13.2, 62.2 \| 12 km \| \| M \| 9°48′S 66°24′E / -9.8, 66.4 \| 17 km \| \| N \| 9°00′S 65°42′E / -9.0, 65.7 \| 12 km \| \| P \| 12°06′S 63°06′E / -12.1, 63.1 \| 42 km \| \| Q \| 11°54′S 60°42′E / -11.9, 60.7 \| 12 km \| \| R \| 7°42′S 63°36′E / -7.7, 63.6 \| 5 km \| \| S \| 6°42′S 64°42′E / -6.7, 64.7 \| 9 km \| \| T \| 4°36′S 62°30′E / -4.6, 62.5 \| 42 km \| \| U \| 12°36′S 57°06′E / -12.6, 57.1 \| 4 km \| \| V \| 13°12′S 55°54′E / -13.2, 55.9 \| 5 km \| \| W \| 8°36′S 67°18′E / -8.6, 67.3 \| 23 km \| \| X \| 12°24′S 64°42′E / -12.4, 64.7 \| 25 km \| \| Y \| 7°48′S 66°54′E / -7.8, 66.9 \| 27 km \| \| Z \| 7°06′S 66°24′E / -7.1, 66.4 \| 20 km \| |          |
| Langrenus | Coordenadas | Diámetro |
| E         | 12°42′S 60°36′E / -12.7, 60.6 | 30 km    |
| G         | 12°06′S 65°24′E / -12.1, 65.4 | 23 km    |
| H         | 8°00′S 64°18′E / -8.0, 64.3 | 23 km    |
| L         | 13°12′S 62°12′E / -13.2, 62.2 | 12 km    |
| M         | 9°48′S 66°24′E / -9.8, 66.4 | 17 km    |
| N         | 9°00′S 65°42′E / -9.0, 65.7 | 12 km    |
| P         | 12°06′S 63°06′E / -12.1, 63.1 | 42 km    |
| Q         | 11°54′S 60°42′E / -11.9, 60.7 | 12 km    |
| R         | 7°42′S 63°36′E / -7.7, 63.6 | 5 km     |
| S         | 6°42′S 64°42′E / -6.7, 64.7 | 9 km     |
| T         | 4°36′S 62°30′E / -4.6, 62.5 | 42 km    |
| U         | 12°36′S 57°06′E / -12.6, 57.1 | 4 km     |
| V         | 13°12′S 55°54′E / -13.2, 55.9 | 5 km     |
| W         | 8°36′S 67°18′E / -8.6, 67.3 | 23 km    |
| X         | 12°24′S 64°42′E / -12.4, 64.7 | 25 km    |
| Y         | 7°48′S 66°54′E / -7.8, 66.9 | 27 km    |
| Z         | 7°06′S 66°24′E / -7.1, 66.4 | 20 km    |

Muchos de los cráteres asociados más significativos que rodean a Langrenus han sido renombrados por la UAI:
|  |  |

|  |  |